# Пужмерки
Пу́жмерки  — старовинне українське село в Тернівському районі Кривого Рогу.
З'явилося на карті Криворіжжя на межі XVIII—XIX століть. Наприкінці XIX століття налічувало до 15-20 будинків із глини. Поруч розташовувалися землі поміщиці Зайцевої.
З початком промислового видобутку руди опинилося в центрі уваги рудопромисловців. Дало назву однойменному руднику. Згодом увійшло до складу Тернів, а ще пізніше до складу Кривого Рогу.